# マイク・バス
マイク・バス（Mike Bass 1945年3月31日- ）はミシガン州イプシランティ出身の元アメリカンフットボール選手。ポジションはディフェンシブバック。

## 経歴
ミシガン大学からの奨学金のオファーを受けて進学、1965年にはローズボウルで優勝している。
1967年のNFLドラフト12巡目でグリーンベイ・パッカーズに指名されたが解雇され、その年デトロイト・ライオンズでNFLデビューを果たした。2年後の1969年、ヴィンス・ロンバルディがヘッドコーチに就任したワシントン・レッドスキンズに加入、先発コーナーバックのポジションを勝ち取った。1971年にはNFL3位の8インターセプトをあげた。1972年、チームはNFCチャンピオンシップゲームを勝利、レギュラーシーズンを14勝0敗で終えたマイアミ・ドルフィンズと対戦した。第7回スーパーボウルでバスは、第4Qにガロ・イェプレミアンがFGをブロックされた後、パスを投げようとしてファンブルしたボールを拾い49ヤードのリターンTDをあげた。1974年、オールNFCに選ばれる活躍を見せた。1976年、怪我のため現役を引退した。
8シーズンで30インターセプト、3TDをあげた。またファンブルリカバーも5回記録している。
現役引退後、バハマに移住、18年間リゾート施設のオーナーをしていた。1997年、フロリダ大学のアカデミックカウンセラーとなった。2002年には自らの経験をもとにコンサルティング組織を設立した。
2002年、レッドスキンズの偉大な70人に選ばれた。

## 人物
1976年にはレッドスキンズの同僚と共にブラックスプロイテーション映画のBrotherhood of Deathに出演した。